# Mietingen

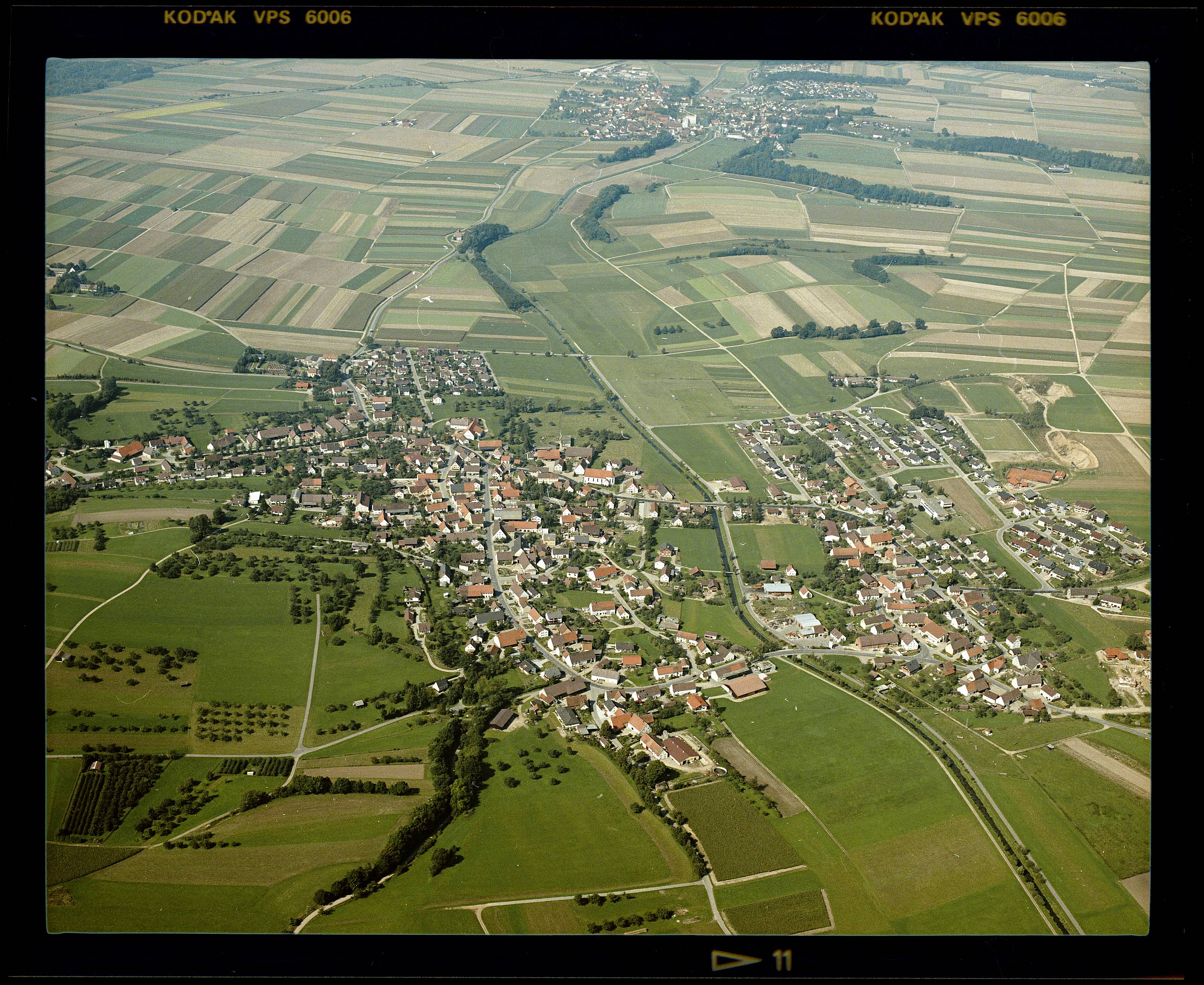
Luftbild von Mietingen (1985)

Mietingen ist eine Gemeinde im Landkreis Biberach in Baden-Württemberg.

## Gemeindegliederung
Die Gemeinde besteht aus den drei Ortsteilen Mietingen, Baltringen und Walpertshofen.

## Geschichte

### Hauptort
Mietingen wurde erstmals 1083 urkundlich erwähnt. Damals lag das heutige Gemeindegebiet im Herzogtum Schwaben. 1270 kam der Ort vorübergehend als Lehen an das Hochstift St. Johann in Konstanz. Seit 1300 gehörte es jedoch den Herren von Freyberg. Seit 1442 unterstand es bis zur Säkularisation 1803 dem Kloster Heggbach. Zunächst kam es dann an die Grafen von Plettenberg, um aber bereits 1806 mit der Rheinbundakte an das Königreich Württemberg zu fallen. Dort gehörte es zunächst zum Oberamt Wiblingen (später umbenannt in Oberamt Laupheim) und seit der Kreisreform 1938 zum Landkreis Biberach.
Von 1934 bis 1945 befand sich in Mietingen der Feldflugplatz „Freifeld“, E-Hafen II. Ordnung der deutschen Luftwaffe. Hier wurden hauptsächlich Flugschüler auf Arado Ar 96 Schulflugzeugen für den Einsatz auf anderen Flugzeugmustern ausgebildet. Bei Kriegsende war der Fliegerhorst einige Male Ziel alliierter Tieffliegerangriffe. Heute stehen noch einige der massiven Gebäude. 1945 wurde Mietingen Teil der Französischen Besatzungszone und kam somit zum neu gegründeten Land Württemberg-Hohenzollern, welches 1952 im Land Baden-Württemberg aufging.
Am 1. November 1974 wurden die Gemeinden Baltringen und Walpertshofen nach Mietingen eingemeindet.

### Ortsteile

#### Baltringen
Baltringen wurde erstmals 1274 urkundlich erwähnt. Bereits seit 1370 ist eine Kirche nachgewiesen, die der Pfarrkirche in Laupheim unterstand. Im 14. Jahrhundert gehörte der Ort den Herren von Freyberg.
In der Zeit des Deutschen Bauernkriegs gründeten Baltringer Bauern 1524 den Baltringer Haufen, um gegen die Obrigkeit vorzugehen. In Oberschwaben rund um den Bodensee gärte es schon länger, und innerhalb kurzer Zeit bildeten sich im Februar und März 1525 drei bewaffnete Bauernhaufen, zu denen neben dem Seehaufen und dem Allgäuer Haufen auch der Baltringer Haufen als größter Bauernhaufen der Region gehörte. Mehr als 12.000 Bauern, Bürger und Geistliche sammelten sich innerhalb weniger Tage im Baltringer Ried. Am 12. April 1525 stellte die Streitmacht des Schwäbischen Bundes den von Ulrich Schmid und Sebastian Lotzer angeführten Baltringer Haufen und besiegte ihn nach kurzem Kampf. Die Bauern wurden entwaffnet, und jeder musste ein hohes Strafgeld zahlen. Im Untergeschoss des Baltringer Rathauses befindet sich die „Erinnerungsstätte Baltringer Haufen - Bauernkrieg in Oberschwaben“.
Während des Dreißigjährigen Krieges kam 1636 fast die gesamte Baltringer Bevölkerung durch die Pest ums Leben.

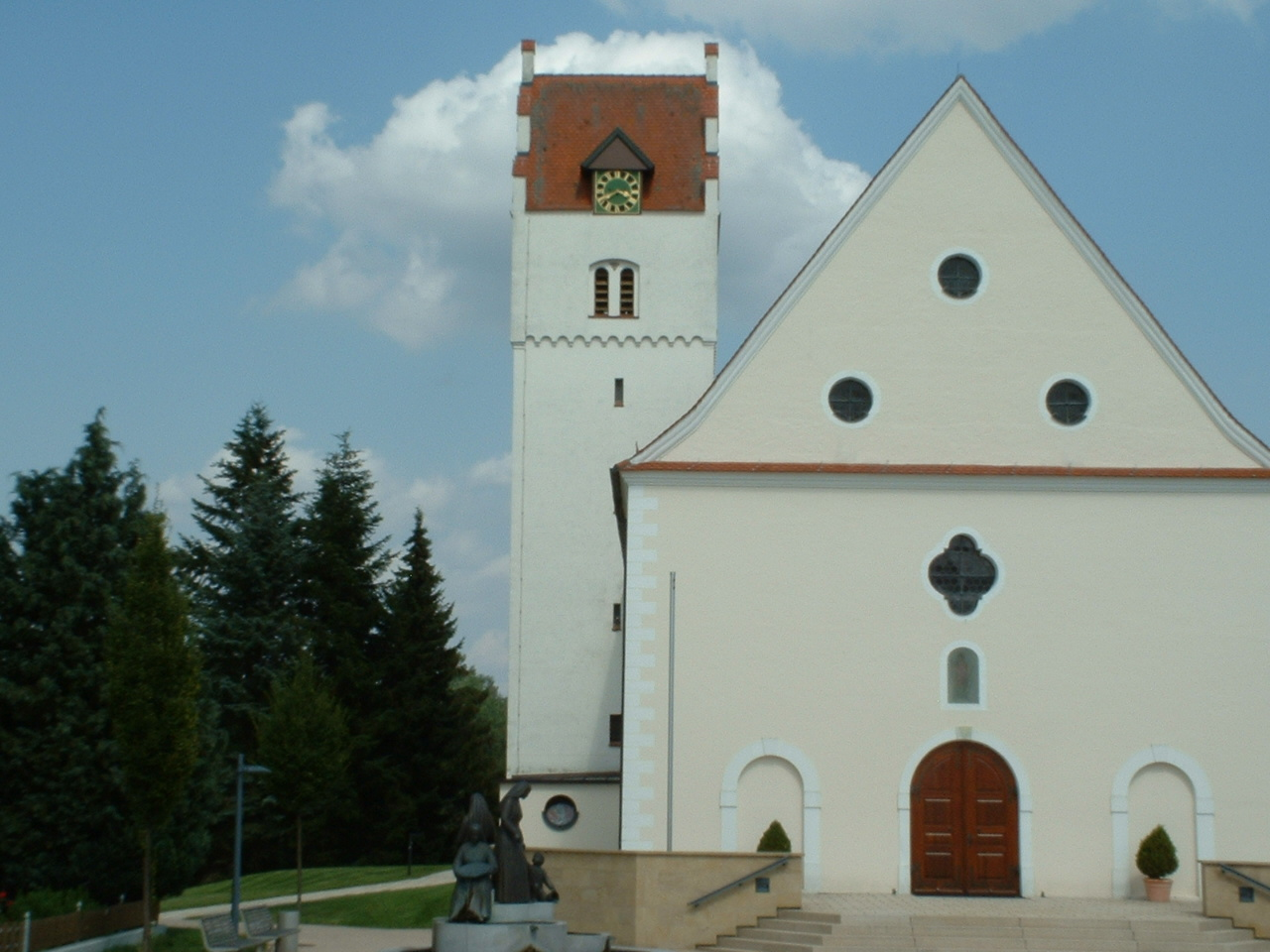
Mietingen, Pfarrkirche St. Laurentius
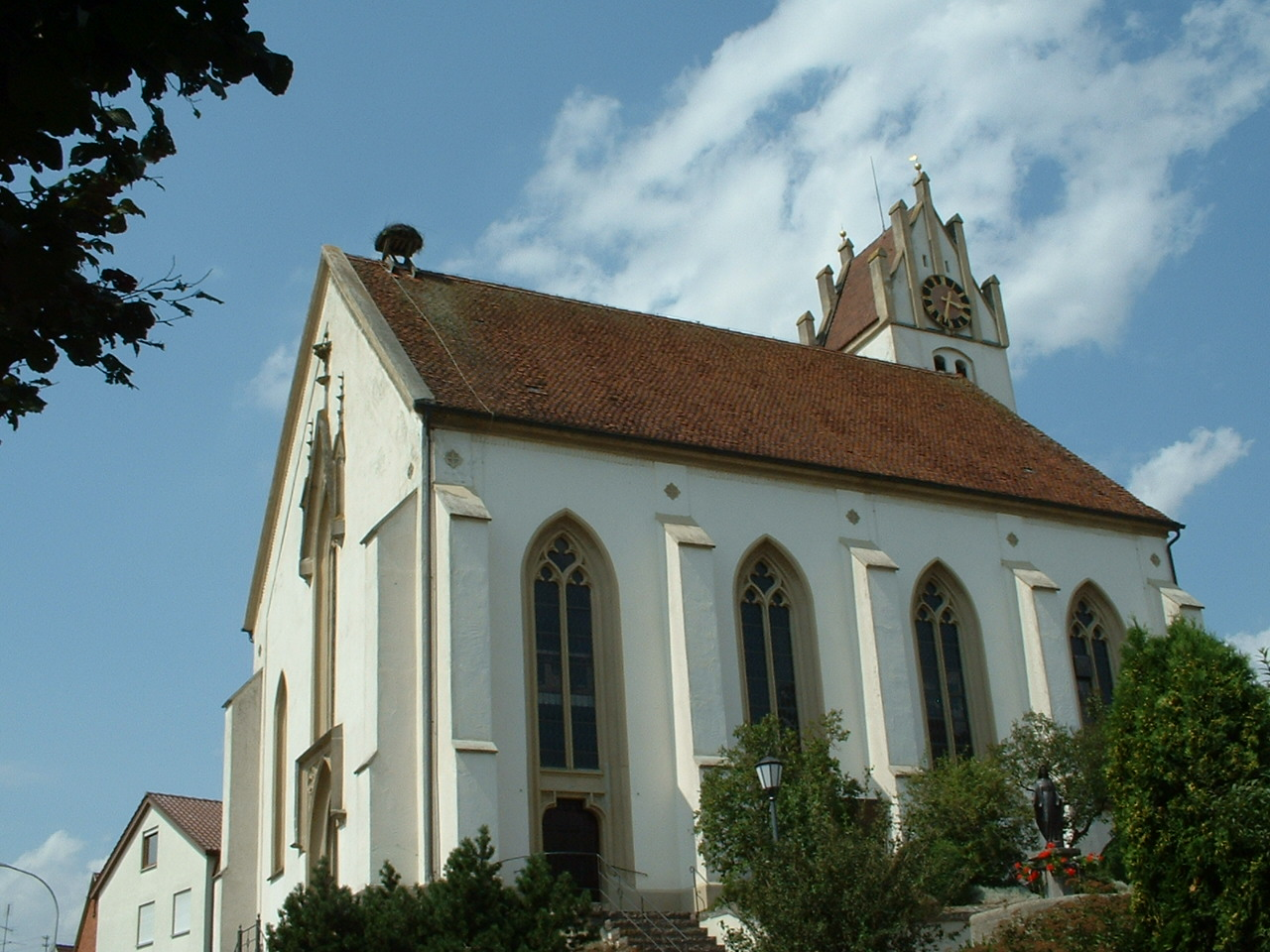
Baltringen, Pfarrkirche St. Nikolaus
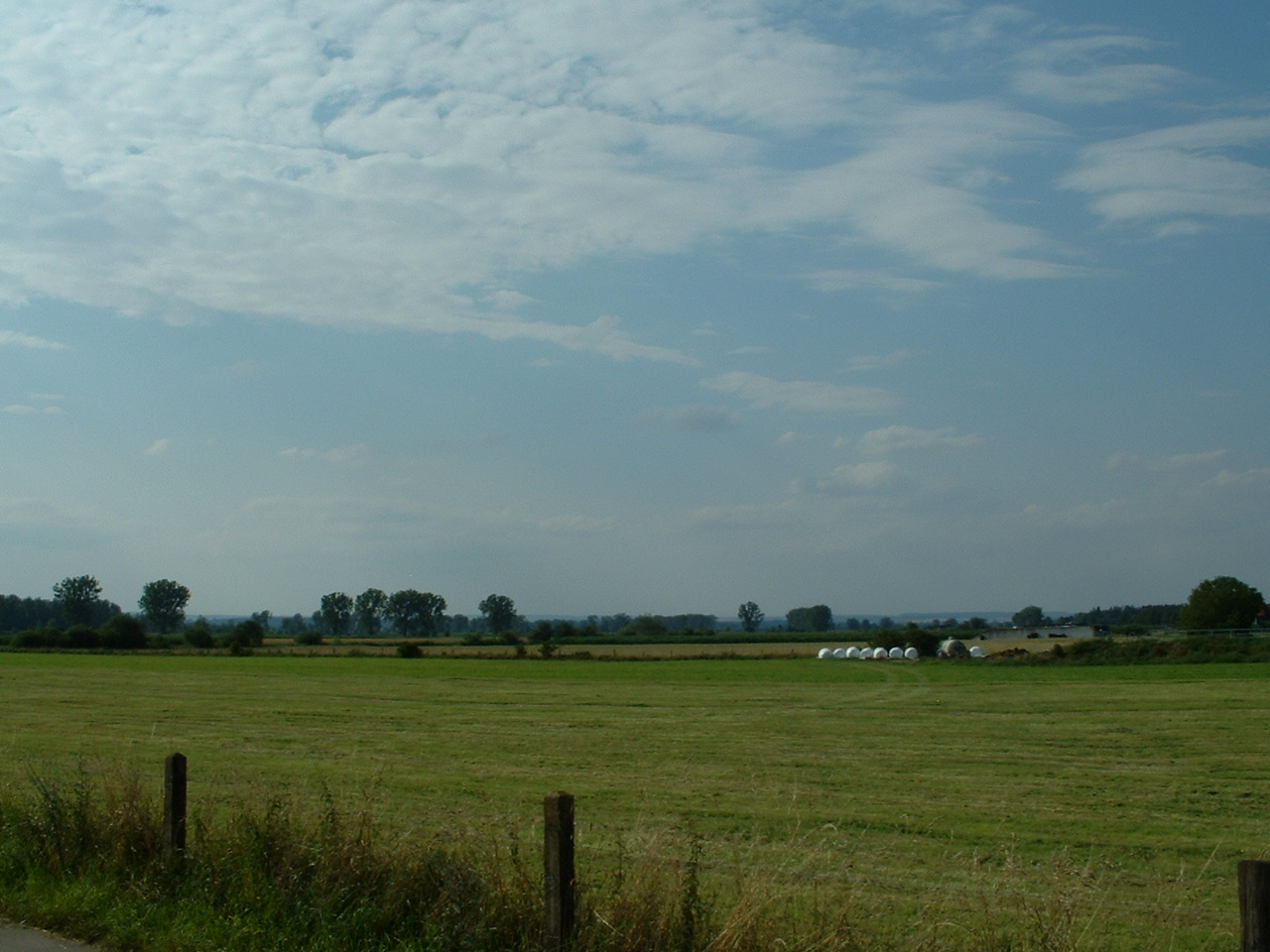
Baltringer Ried
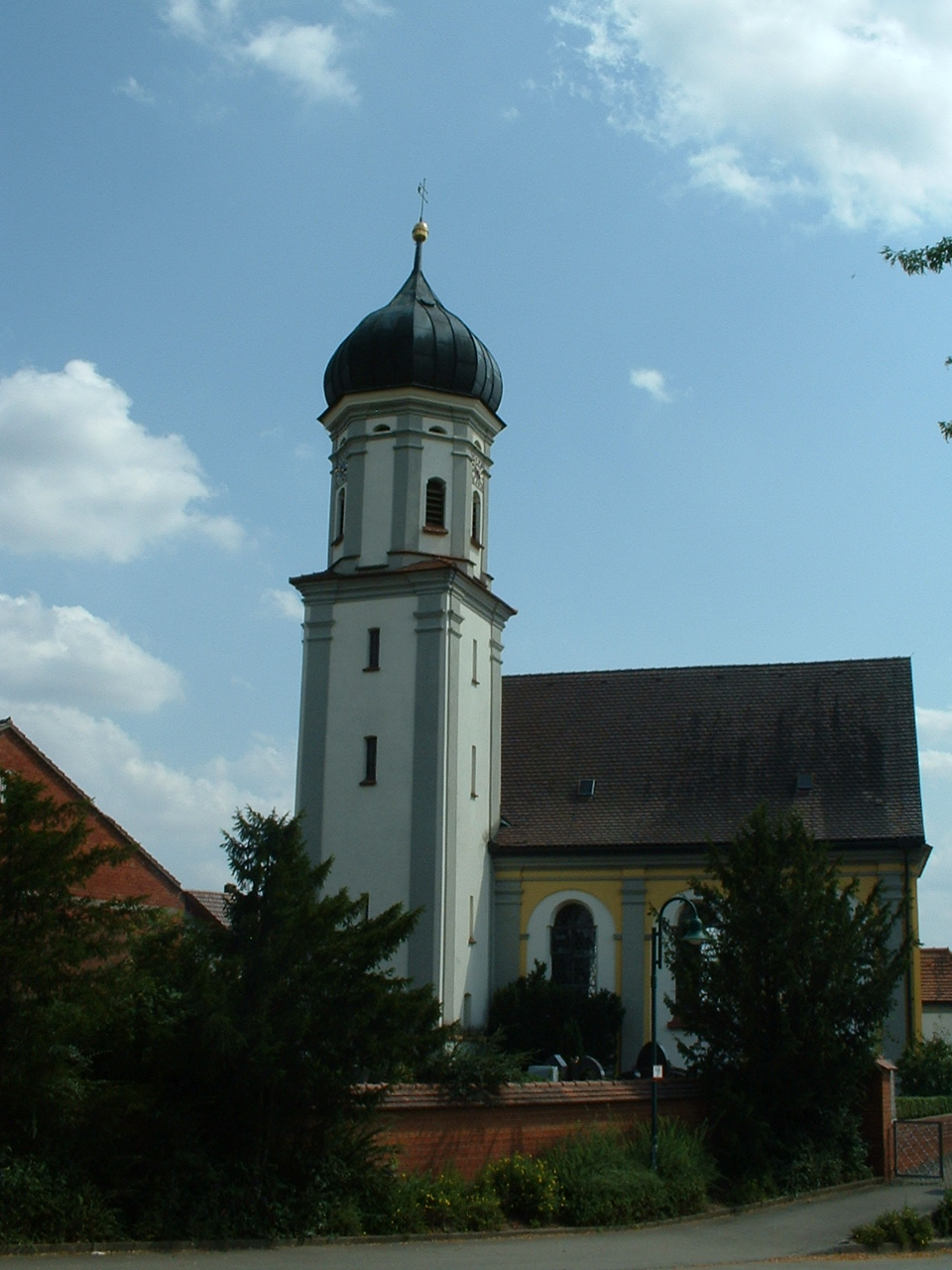
Walpertshofen, Pfarrkirche St. Pantaleon

#### Walpertshofen
Das Dorf Walpertshofen wurde erstmals im Jahre 1127 urkundlich erwähnt, als der Graf Rudolf von Chur sein Gut bei Walpertshofen tauschweise dem Grafen Eberhard von Kirchberg gegen dessen Gut Hattenburg überließ. Walpertshofen gehörte, soweit die geschichtlichen Unterlagen zurückgehen, zur Herrschaft Bußmannshausen. Seit 1434 war diese Herrschaft als österreichisches Mannslehen bei der Familie von Roth, bis sie im Jahre 1794 an die Familie der Hornstein gelangte. Das Rittergut Bußmannshausen, zu dem Walpertshofen damals gehörte, kam vom österreichischen Hause 1805 unter großherzoglich-badische, am 1. Januar 1806 unter königlich-württembergische Hoheit.
Ebenfalls wie Mietingen kam Walpertshofen zunächst zum Oberamt Biberach, ab 1810 zum Oberamt Wiblingen/Laupheim und seit 1938 zum Landkreis Biberach.

### Bevölkerungsentwicklung
Es handelt sich um Einwohnerzahlen nach dem jeweiligen Gebietsstand bis 1970 und ohne die heute zugehörigen Ortsteile. Die Zahlen sind Volkszählungsergebnisse oder amtliche Fortschreibungen mit Archivierungen des LEO-BW Online-Informationssystems für Baden-Württemberg.
| Jahr      | 1852 | 1871 | 1880 | 1890 | 1900 | 1910 | 1925 | 1933 | 1939 | 1950 | 1956 | 1961 | 1970 |
| Einwohner | 957  | 1010 | 1060 | 1032 | 968  | 1003 | 1027 | 1021 | 1014 | 1215 | 1192 | 1225 | 1335 |

## Politik

### Gemeinderat
Der Gemeinderat in Mietingen hat 15 Mitglieder. Der Gemeinderat besteht aus den gewählten ehrenamtlichen Gemeinderäten und dem Bürgermeister als Vorsitzendem. Der Bürgermeister ist im Gemeinderat stimmberechtigt. Die Kommunalwahl am 9. Juni 2024 führte zu folgendem vorläufigen Endergebnis. Die Wahlbeteiligung lag bei 71,1 %.
| Partei/Liste       | 2024    | 2024   | 2019    | 2019   |
| Partei/Liste       | Stimmen | Sitze  | Stimmen | Sitze  |
| ------------------ | ------- | ------ | ------- | ------ |
| Bürgerliche Wähler | 44,6 %  | 7      | 49,6 %  | 7      |
| Freie Wähler       | 55,4 %  | 8      | 50,4 %  | 7      |
| Wahlbeteiligung    | 71,1 %  | 71,1 % | 65,5 %  | 65,5 % |

### Wappen
| Wappen der Gemeinde Mietingen | Blasonierung: „In Gold (Gelb) unter einem liegenden blauen Schwert ein roter Rost (Griff mit Ring oben).“ |
| Wappen der Gemeinde Mietingen | Wappenbegründung: Der Rost ist das Attribut des Patrons der alten Pfarrkirche von Mietingen, des heiligen Laurentius, der auf einem glühenden Rost gemartert worden ist. Über dem Rost erscheint ein Schwert, das als Hinweis auf eine einstige Schwertschmiede verstanden wird. Das Wappen wurde mit der Flagge am 5. Mai 1964 vom Innenministerium verliehen. |

Wappen der ehemals eigenständigen Gemeinden

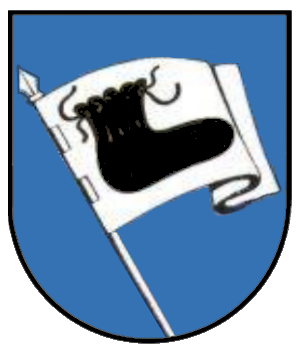
Baltringen
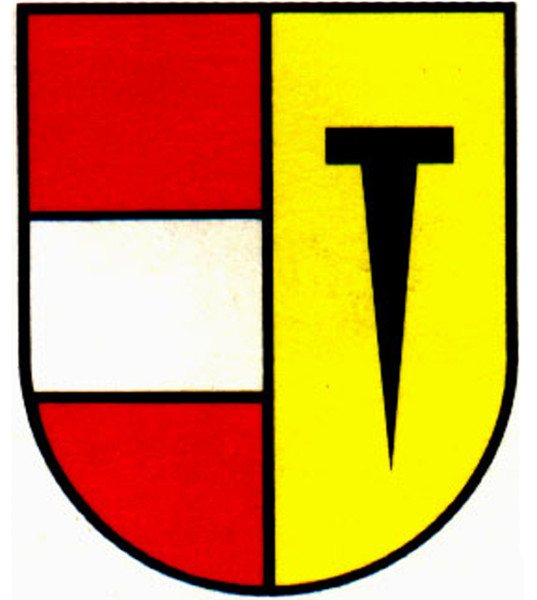
Walpertshofen

## Infrastruktur

### Verkehr
Der Teilort Baltringen liegt an der B30, allerdings ohne direkten Anschluss. Ein Bahnanschluss besteht im nahe gelegenen Schemmerberg.
Durch eine Alltagsroute aus dem Radnetz Baden-Württemberg ist der Ortsteil Baltringen mit Laupheim und in der anderen Richtung über Äpfingen (Gemeinde Maselheim) und Warthausen mit Biberach an der Riß verbunden. 
Durch Mietingen führt als Landes-Fernradweg der Oberschwaben-Allgäu-Radweg. Er ist eine Rundstrecke über Ulm und Tettnang und verläuft im Tal der Rottum von Laupheim über dessen Ortsteil Baustetten nach Mietingen und weiter über Schönebürg (Gemeinde Schwendi) nach Ochsenhausen, über dessen Ortsteil Reinstetten.

## Kultur und Sehenswürdigkeiten
Der Ortsteil Baltringen liegt an der Oberschwäbischen Barockstraße.

### Bauwerke
Auf Mietinger Gemarkung finden sich die
- Wasserburg Mietingen
- Burg Mietingen
- Burg Mietinten
- Feldflugplatz Freifeld

## Söhne und Töchter der Gemeinde
- Johann Adam Hops (1708–1775), Bildhauer
- Franz Magnus Hops (1717–1756), Bildhauer
- Josef Anton Hops (1720–1761), Bildhauer
- Josef Huchler (1936–2007), Politiker (REP), ehemaliges MdL (Baden-Württemberg)